# Tokina

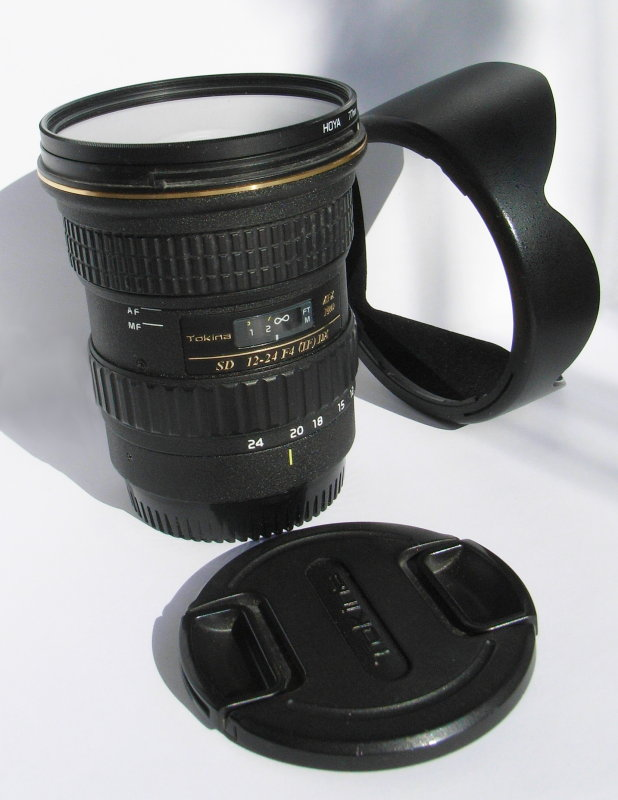
Obiettivo Tokina

Tokina Co., Ltd. è un'azienda giapponese produttrice di obiettivi per macchine fotografiche e per TV a circuito chiuso.
Tokina è nata su iniziativa di un ex ingegnere Nikon nei primi anni settanta del secolo scorso, con lo scopo di progettare e produrre obiettivi fotografici zoom poco diffusi a quel tempo.
Accanto alla serie di obiettivi standard viene presto affiancata la serie ATX ad elevate prestazioni.
Nel periodo di massima espansione delle fotocamere reflex a fuoco automatico, la Tokina produce obiettivi compatibili con i principali innesti: Canon, Minolta, Nikon e Pentax.
Negli anni '90 viene introdotta la serie ATX-PRO con i migliori standard costruttivi e prestazioni ottiche. 
Caratteristico della serie ATX-PRO è il meccanismo "One-touch Focus Clutch Mechanism", tirando la ghiera di fuoco verso la fotocamera, dopo uno scatto meccanico si attiva la ghiera di messa a fuoco, che gira con una fluidità e smorzamento ottimali, tipici delle migliori ottiche a fuoco manuale.
Con l'inizio della diffusione delle reflex digitali viene ridotto il catalogo delle ottiche, mentre gli innesti reflex vengono riservati solo a Canon e Nikon.
Recentemente Tokina è diventata partner della Pentax, per la quale produce obiettivi fotografici. Obiettivi Tokina sono disponibili anche con attacco a baionetta Nikon e Canon, mentre dall'autunno 2009 è iniziata anche la produzione di obiettivi con attacco Sony Alpha.
Dal 2010 controlla la nota azienda francese produttrice di filtri fotografici Cokin.
Nel 2011 si è fusa con la Kenko Co., Ltd. formando il gruppo “Kenko-Tokina Co., Ltd.". La sede centrale è stata trasferita da Miyoshi-machi, Isuma-gun, Saitama a Shinjuku-ku, Tokyo.

## Alcuni obiettivi Tokina
- AT-X AF 124 PRO DX 12-24mm f/4
- AT-X AF 124 PRO DX II 12-24mm f/4
- AT-X 116 PRO DX 11-16mm f/2.8
- AT-X 116 PRO DX II 11-16mm f/2.8
- AT-X AF 107 PRO DX 10-17mm f/3.5-4.5
- AT-X AF 535 PRO DX 50-135mm f/2.8
- AT-X AF 19-135 PRO DX 19-135mm f/3.5-4.5